# 土田和歌子
土田和歌子（日语：／ Tsuchida Wakako，1974年10月15日—），日本女子雪橇竞速、田径运动员。她曾代表日本参加1994年和1998年冬季残疾人奥林匹克运动会、2000年、2004年、2012年、2016年和2020年夏季残疾人奥林匹克运动会，获得三枚金牌、三枚银牌和一枚铜牌。